# Campodenno
Campodenno és un municipi italià, dins de la província de Trento. L'any 2007 tenia 1.465 habitants. Limita amb els municipis de Denno, Spormaggiore, Sporminore, Ton i Tuenno.

## Administració
| Període | Identitat      | Partit        |
| ------- | -------------- | ------------- |
| 2005-   | Mariano Maines | Llista cívica |